# St. Martin (Gabelbach)

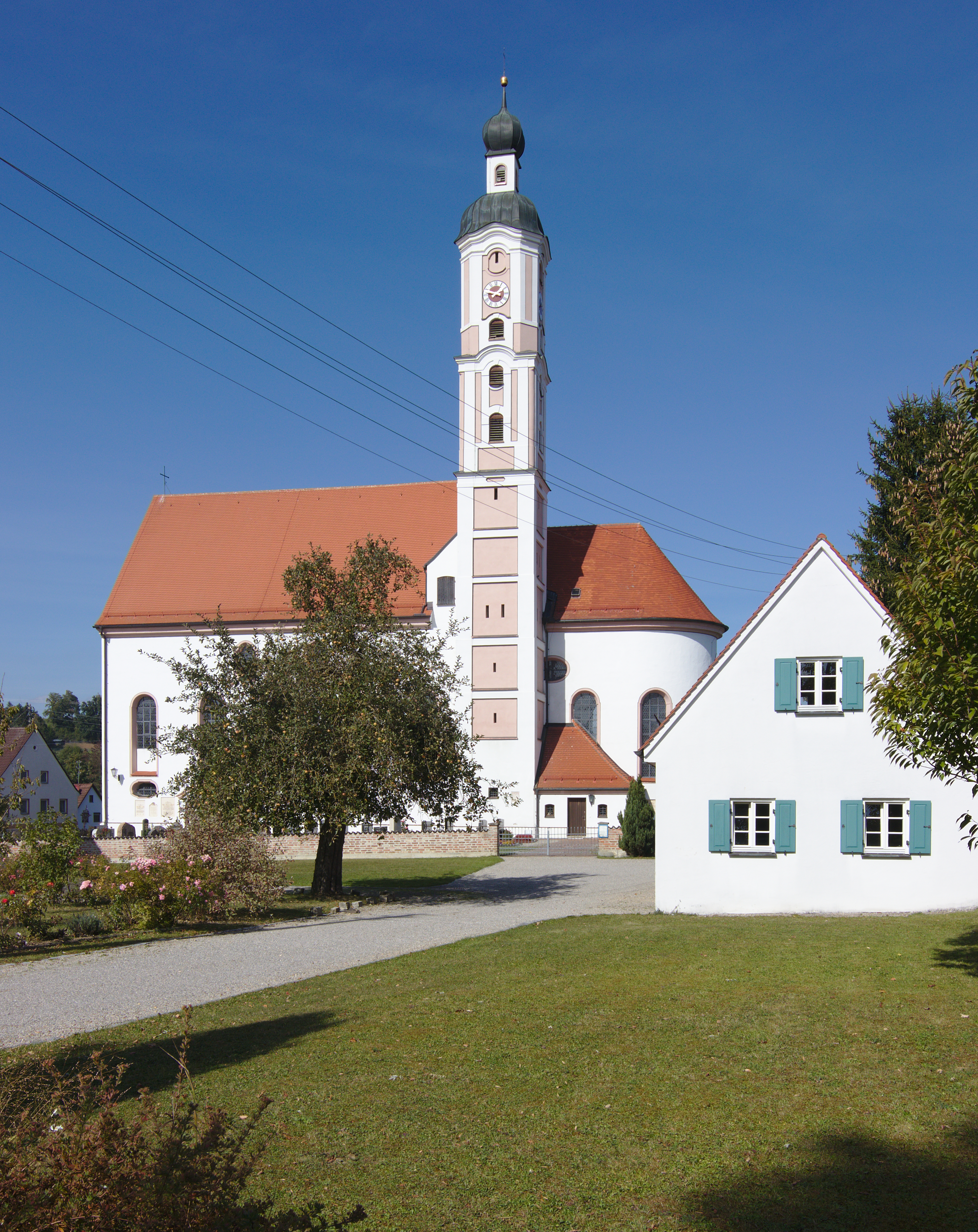
St. Martin in Gabelbach

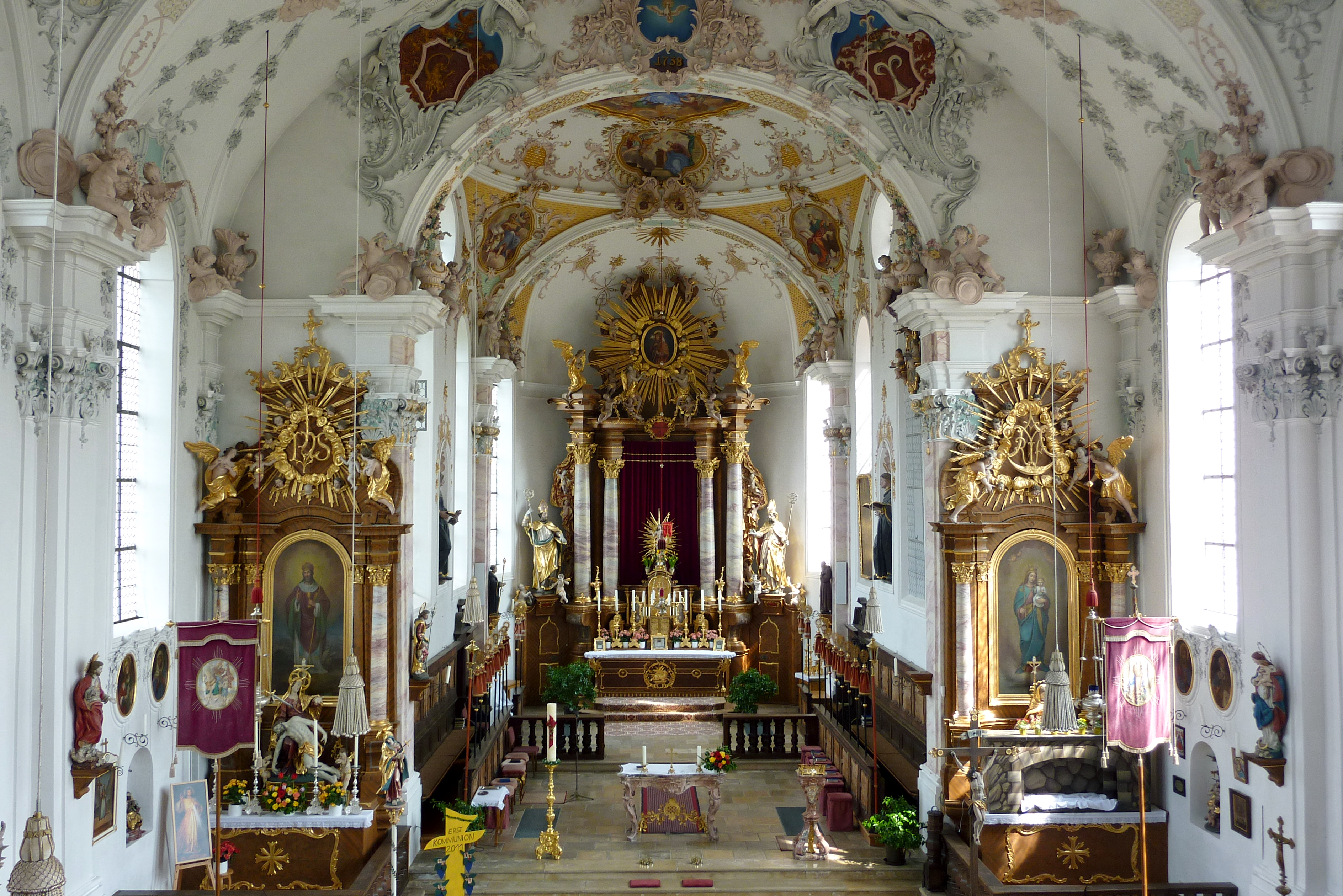
Innenraum

Die römisch-katholische Pfarrkirche St. Martin früher auch Maria Trost in Gabelbach, einem Ortsteil der Marktgemeinde Zusmarshausen in Bayern, zählt zu den kunsthistorisch bedeutendsten Dorfkirchen im Landkreis Augsburg. Die ehemalige Wallfahrtskirche beherbergt die älteste Orgel Süddeutschlands. Als Baudenkmal ist sie in die Bayerische Denkmalliste eingetragen.

## Geschichte
Ausgrabungen im Inneren der Kirche belegen, dass an der Stelle bereits Ende des 12. Jahrhunderts ein Vorgängerbau aus Stein mit einer Gesamtlänge von 14,30 m und einer Breite von 6,30 m stand. Dieser wurde Mitte des 14. Jahrhunderts umgebaut und erweitert. Die Pfarrei war zunächst im Eigentum der Ortsherrschaft und kam 1438 durch Andreas und Anton Rudolf an das Spital Augsburg. Das Kirchweihfest wurde früher am Tag Mariä Geburt und am Schutzengelfest begannen. Eingepfarrt waren Ende des 19. Jahrhunderts außer Gabelbach die Orte Gabelbachergreut und Rücklenmühle. 1590 erfolgte der Bau eines neuen Langhauses. Die Kosten beliefen sich auf 612 Gulden und 16 Kreuzer. 1617 wurde der Chor  erneuert und ein neuer Altar hinzugefügt. Die Arbeiten führte Meister Jerg, Maurer von Radau für einen Preis von 2406 Gulden und 33 Kreuzer aus. 1692 gründete der Pfarrer und Dekan Bartholomäus Hartmann in Gabelbach die Erzbruderschaft Maria vom Trost.
Die zunehmende Wallfahrt und Baufälligkeit der alten Kirche erforderten Anfang des 18. Jahrhunderts einen Neubau. Der heutige Kirchenbau entstand im Jahre 1737 bis 1738 mit dem weitgehenden Abriss des Vorgängerbaues. Die Bauleitung übernahm der domkapitelschen Baumeister Johannes Paulus aus Augsburg, ein Vetter des Pfarrers von Gabelbach Dominikus Paulus. Es gilt als sein Hauptwerk. 1746 erfolgte die Weihe. 1768 beauftragte der damalige Pfarrer von Gabelbach Norbert Endele den Wettenhauser Stiftsbaumeister Joseph Dossenberger den Kirchturm, dessen untere quadratischen Geschosse aus der Zeit des 15. bis 17. Jahrhunderts stammen, um vier Geschosse zu erhöhen. Schäden im Mauerwerk erforderten von 1977 bis 1985 eine grundlegende Sanierung der Kirche. Dabei wurden die Wände ausgebessert, der Stuck und die Fresken erneuert und im Innenraum der Kirche Ausgrabungen vorgenommen. St. Martin bildet heute zusammen mit den Pfarreien St. Leonhard in Gabelbachergreut, St. Vitus in Steinekirch, St. Stephan in Wollbach, St. Michael in Wörleschwang und Maria Immaculata in Zusmarshausen die Pfarreiengemeinschaft Zusmarshausen.

## Ausstattung

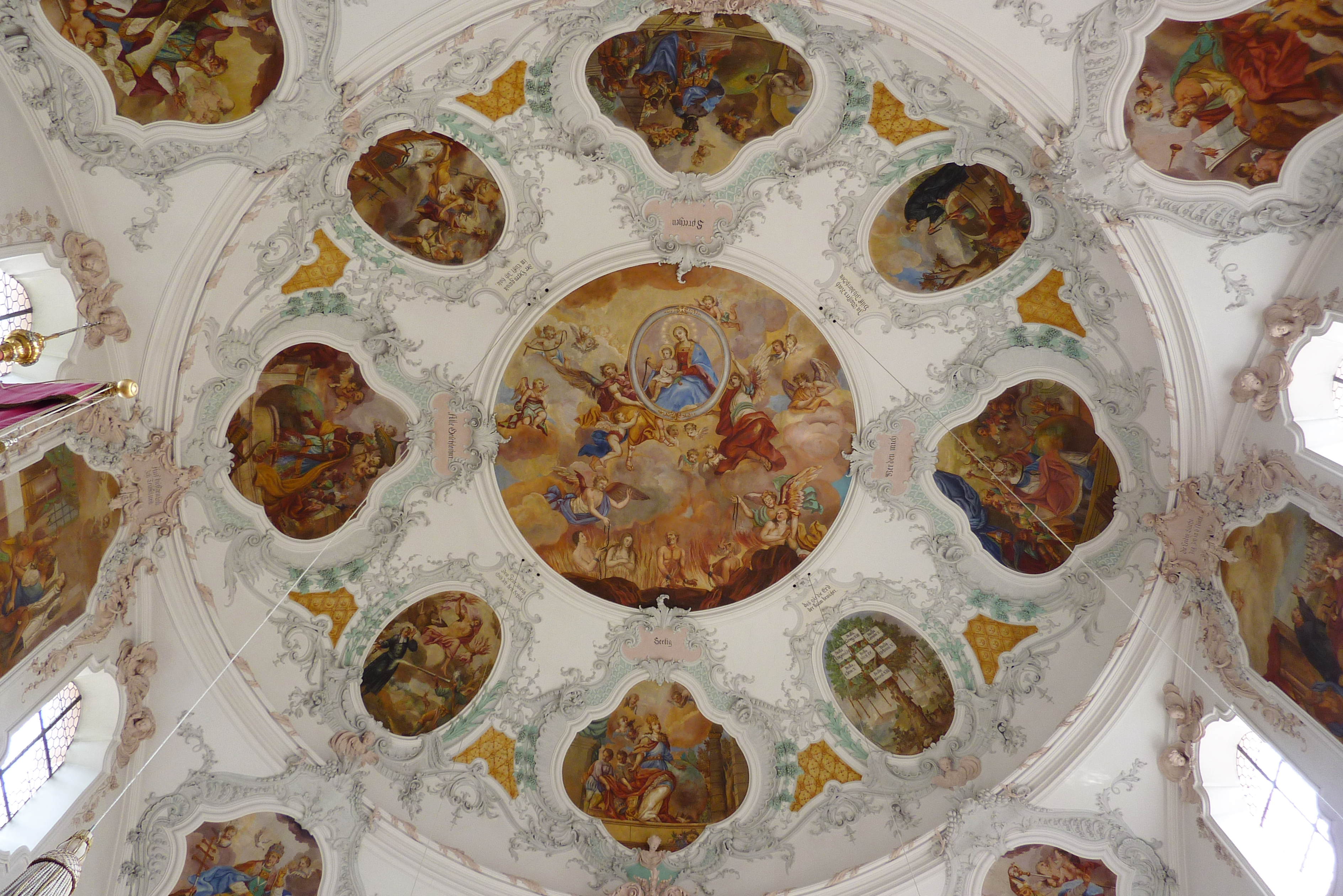
Kuppelfresko

Das Deckenfresko der Langhauskuppel schuf der Künstler Alois Mack, ein Gehilfe von Johann Georg Bergmüller. Es zeigt die Himmelfahrt und Krönung Mariens. Die reichen Frührokoko-Stukkaturen werden den Augsburger Meistern Johann und Ignaz Finsterwalder zugeschrieben. Die Altarblätter wurden 1860 von Johann Nepomuck Weckerle geschaffen. Ein Kruzifix und Pietà aus der Zeit von 1750/1760 stammten aus dem Umkreis des Bildhauers Johann Michael Fischer.

## Orgeln

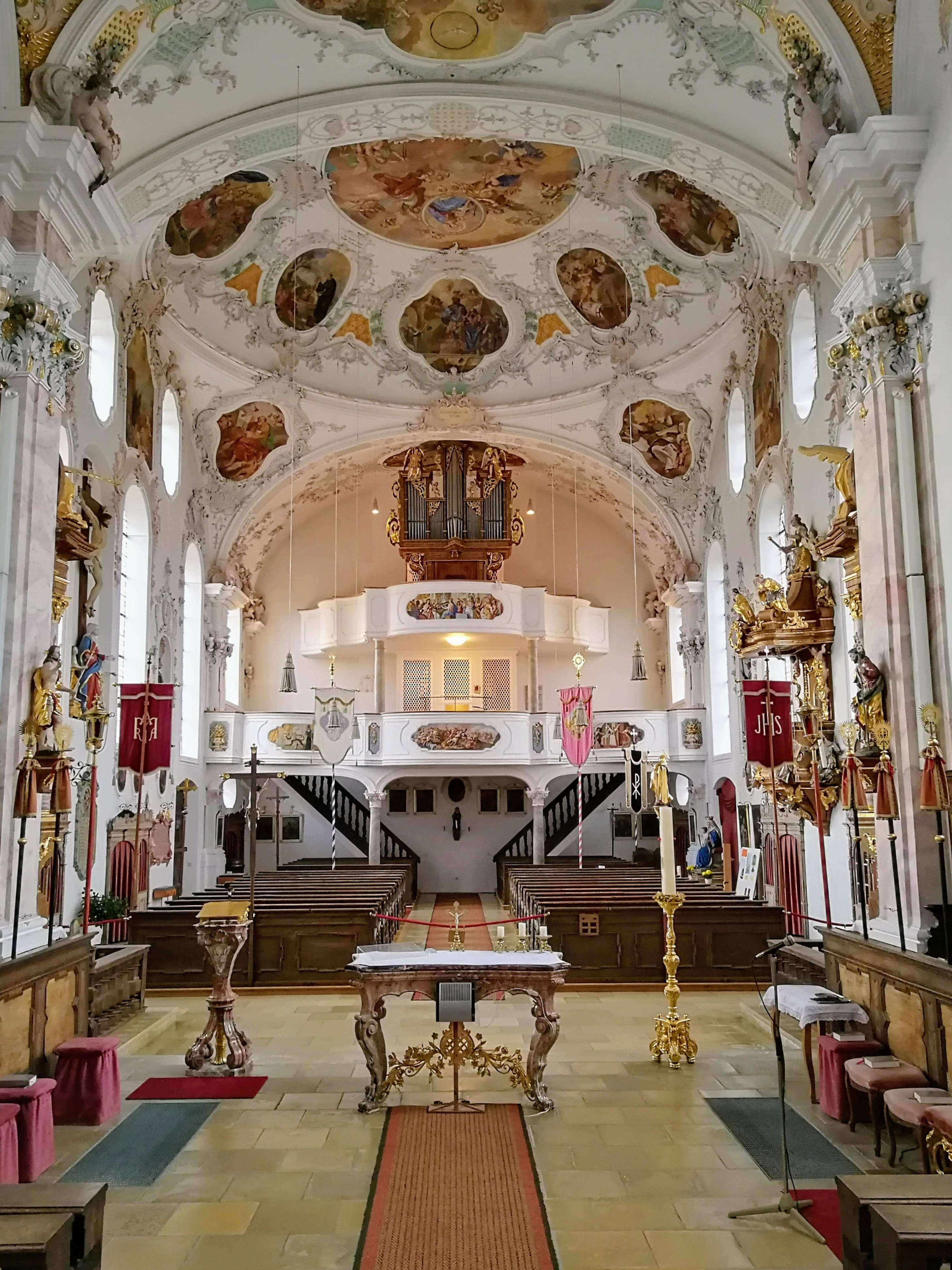
Innenraum mit Blick zur Orgel

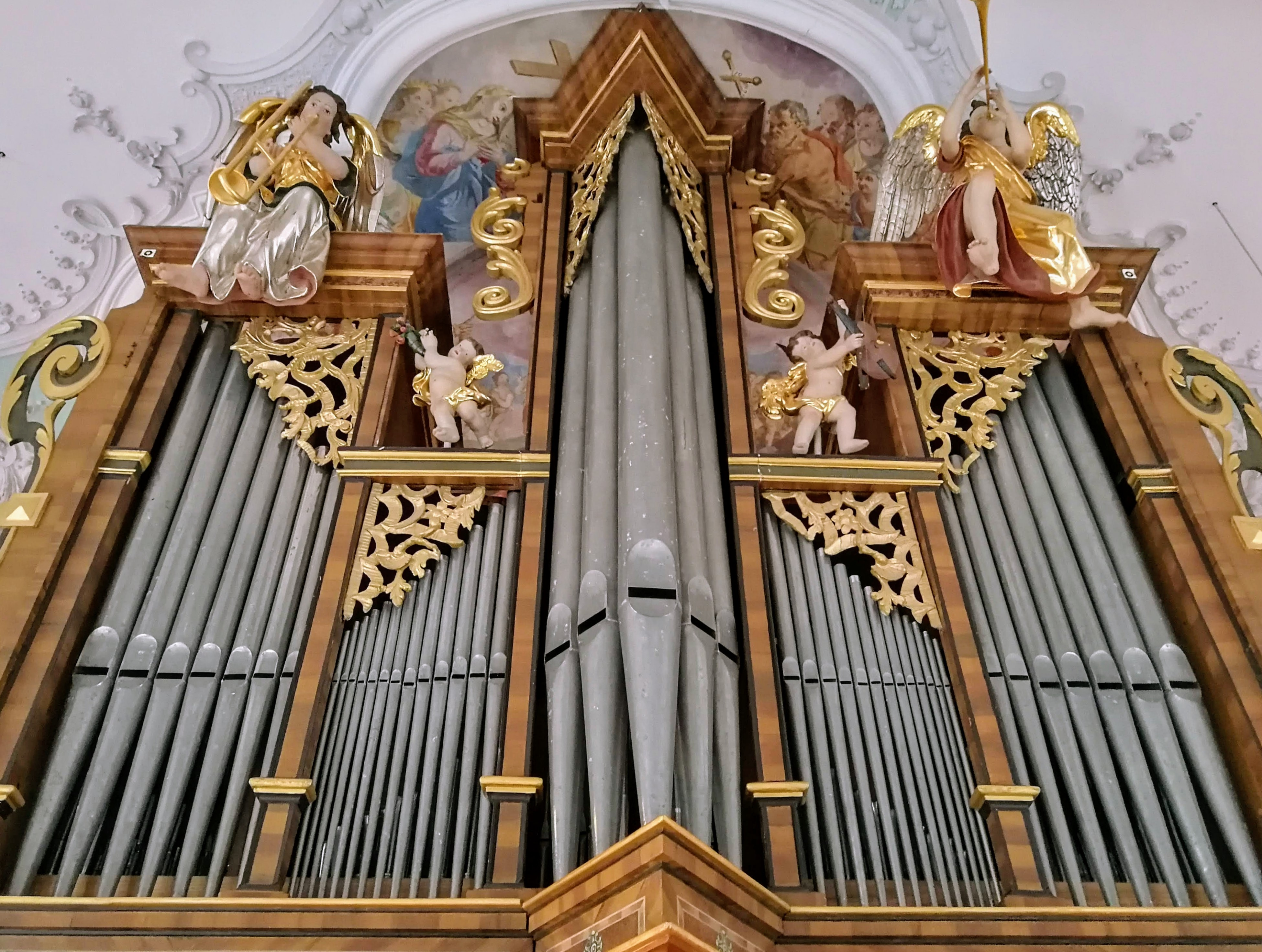
Prospekt der Günzer-Orgel

Die Orgel wurde ursprünglich 1609 vom Orgelbauer Marx Günzer für die Barfüßerkirche in Augsburg gebaut. Sie gilt als die derzeit älteste bekannte im süddeutschen Raum. Laut Rechnungsbüchern der Barfüßerkirche wurden u. a. 1708 von Anton Berger aus Augsburg neue Bälge und ein Subbass hinzugefügt. Eine weitere Instandsetzung erfolgte 1735 unter dem Kaufbeurer Orgelbauer Johann Crontaler. Aus Anlass des 200. Jubiläumsjahr des Augsburger Religionsfriedens wurde das Renaissance-Instrument durch eine neue Prunkorgel von Johann Andreas Stein ersetzt, die alte Orgel 1757 abgebaut und nach Gabelbach verkauft. 1758 fand sie ihren heutigen Platz auf der oberen Empore der Pfarrkirche von Gabelbach. 1858 und 1874 nahm der Günzburger Orgelbauer Anselm Roschmann Veränderungen am Pfeifenwerk vor. 1998 wurde für den Erhalt des Instrumentes ein Förderverein gegründet. Bis 2016 restaurierte Hermann Weber die Orgel auf den Zustand von 1758. Die Disposition lautet:
| I Manual CDEFGA–c3 |    |
| Principal          | 8′ |
| Copul              | 8′ |
| Oktav              | 4′ |
| Quint              | 3′ |
| Superoktav         | 2′ |
| Hernle II          |    |
| Mixtur IV–VI       |    |
| Zimbel II          |    |
| Posaunen 8'        |    |

| Pedal CDEFGA–b0 |     |  |
| Principalbass   | 16′ |  |
| Subbass         | 16′ |  |

- Pedal über Koppelventile mit dem Manual verbunden, Koppel abstellbar
- Nebenregister: Vogelgeschrei, Pauken, Tremulant

Außerdem wurde im Rahmen der Restaurierung unter der Günzer-Orgel ein prospektloses 9-registriges Instrument von Hermann Weber mit modernem Tonumfang und Stimmtonhöhe installiert.

## Glocken

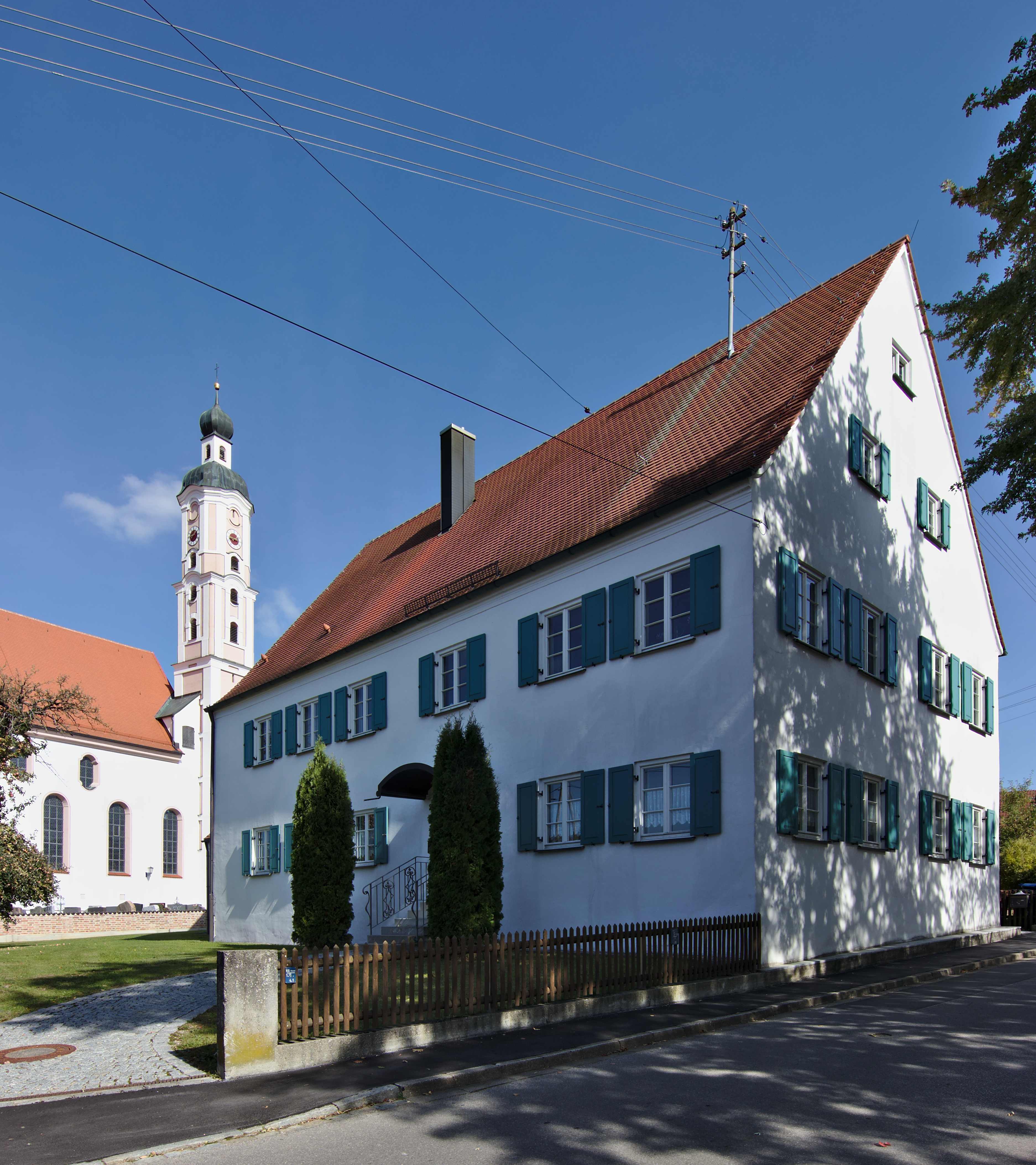
Pfarrhaus

Der Turm beherbergt vier Glocken. Die älteste und schwerste stammt von 1768. Drei Euphonglocken wurden 1950 von der Erdinger Glockengießerei angeschafft.

## Umgebung
Der Pfarrhof von Gabelbach stammt aus dem 17. Jahrhundert und ist ein geschütztes Baudenkmal. Für dessen Erhalt wurde der Gabelbacher Altbürgermeister Hubert Hartmann 2016 mit der bayerischen Denkmalschutzmedaille ausgezeichnet. Am Ortsausgang steht die 1745 errichtete Kapelle St. Anna.